# Cologno Sud
Cologno Sud is een metrostation in de Italiaanse gemeente Cologno Monzese dat werd geopend op 7 juni 1981 en wordt bediend door lijn 2 van de metro van Milaan.

## Geschiedenis
In 1959 werd een plan goedgekeurd om de interlokale tram tussen Milaan en het Addadal buiten de stad op vrije baan te brengen in verband met toenemende hinder van het overige wegverkeer. De oostelijke tak werd tussen 1962 en 1968 gebouwd, de westelijke tak werd op 9 maart 1970 voor het deel in de gemeente Cologno Monzese goedgekeurd. Destijds werd de mogelijkheid om de sneltrams die van de oosttak zouden verdwijnen in te zetten op de westtak opengehouden. Omwille van ongelijkvloerse kruisingen met het overige verkeer werd besloten de trambaan binnen de bebouwde kom van Cologno op een viaduct te leggen. Het zuidelijkste station in Cologno werd aanbesteed als Metallino maar geopend als Cologno Sud. In 1981 was een sneltram niet meer aan de orde en sinds de opening op 7 juni 1981 is er sprake van een metrodienst. 

## Ligging en inrichting
Het station ligt iets ten noorden van de kruising van het metroviaduct met de Via Metallino en heeft twee overdekte perrons naast het viaduct. De sporen zijn tussen de perrons overkapt met kunststof golfplaten. De wanden langs de perrons zijn voorzien van ramen waardoor het daglicht kan invallen, aan de buitenkant zijn de wanden rood geschilderd. Op de beganegrond ligt de verdeelhal die toegankelijk is vanaf de noordkant onder de sporen. De perrons zijn met roltrappen en vaste trappen in de trappenhuizen naast de perrons verbonden met de verdeelhal. Het viaduct in zuidelijke richting sluit aan op de ongelijkvloerse splitsing bij Cascina Gobba, in noordelijke richting loopt het door tot het vrijwel identieke station Cologno Centro. Het station ligt buiten de gemeente Milaan en valt daarom onder het buitenstedelijk tarief. Sinds 15 juli 2019 is het door de introductie van het zogeheten STIBM-tariefsysteem wel mogelijk om gewone enkeltjes te gebruiken van en naar Cologno Sud.